# Drmoul
Drmoul – wieś i gmina w Czechach, w powiecie Cheb, w kraju karlowarskim. Według danych z dnia 1 stycznia 2012 liczyła 873 mieszkańców.